# Феоктистов, Александр Павлович
Алекса́ндр Па́влович Феокти́стов (27 августа 1928 — 6 сентября 2004) — советский и российский лингвист, финно-угровед, профессор, заслуженный деятель науки Республики Мордовия. В область его научных интересов входили национальная и общефинно-угорская лингвистика, диалектология, лингвогеография, лексикология, история формирования мокшанского и эрзянского литературных языков.

## Биография
Родился в семье сельского служащего мокшанина села Заберезово Краснослободского района ныне Республики Мордовия. В 1949 году окончил Краснослободское педагогическое училище, а в 1952 году Мордовский государственный педагогический институт им. А. И. Полежаева (ныне университет им. Н. П. Огарева). Окончил аспирантуру Института языкознания АН СССР в 1955 году. После аспирантуры работал в этом же институте научным сотрудником сектора финно-угорских языков. В течение пяти лет был преподавателем кафедры художественного перевода Литературного института им. А. М. Горького в Москве.
С 1986 по 1990 год работал в качестве доцента в Венском университете. В дальнейшем его научная карьера была связана с Мордовией. В 1991 году он был избран доцентом кафедры мордовских языков Мордовского педагогического института им. М. Е. Евсевьева, откуда на два года был приглашен на преподавательскую работу в Будапештский университет, где ему было присвоено звание профессора. С 1992 года и до конца жизни работал профессором кафедры мокшанского языка и кафедры финно-угорского и сравнительного языкознания Мордовского государственного университета имени Н. П. Огарёва.
Участвовал в большинстве всемирных конгрессов финно-угроведов, был членом Международного общества по венгерской филологии, Финно-угорского литературного (Финляндия) и Урало-Алтайского финно-угорского обществ. По проблемам истории и культуры финно-угорских народов России он приглашался для чтения лекций в университеты Австрии, Венгрии, Финляндии.
Научное наследие Феоктистова составляет около 300 работ, в том числе 7 монографий, 4 словаря и целый ряд учебных пособий.